# 英国驻上海总领事列表
大不列颠及北爱尔兰联合王国驻上海总领事（British Consul General in Shanghai），简称英国驻沪总领事，前身为英国驻上海领事、英国驻上海总领事和英国驻华代办处派驻上海侨务专员。是联合王国派驻上海及周围地区处理外交、侨民、签证等事务的全权代表，始设于1842年，最初名为钦命驻扎上海管理英国事务管事官。1880年，驻沪领事升格为总领事。首任领事为乔治·巴富尔爵士，现任总领事为胡克定。总领事办公场所为英国驻上海总领事馆，现址位于北京西路嘉地中心内。

## 历史

### 选择上海的原因
1755年前后，英属东印度公司希望能增加与中国的贸易，于是派出人员在东南沿海寻找优良港口，以备日后开辟新的通商口岸。1783年，英王特使马格尔尼访华，希望除广州外，增加宁波、舟山和天津作为商港，并希望能给予舟山周边海岛以供英商居住，但这一要求遭到乾隆为首的清政府拒绝。1817年，松江府及下属的上海县逐渐进入西方人的视野，根据当时东印度公司的顾问撰写的《关于在中国开辟新口岸计划的评论》一文，英国方面认为松江府下属的城市，在商业方面已经具有规模。而上海县城“居于苏州府和杭州府两个城市之间的中心位置，并且紧靠长江，无疑集中了许多优点”。随后传教士郭士立和阿美士德号分别于1831年和1832年开始了沿海考察，终点在上海考察完后返回广州。1835年10月，日后担任英国驻沪领事的麦华陀之父麦都思再度暗自访沪，随后回去在其报告中写到“上海虽然只是一个三等县城，但却是中国东部海岸最大的商业中心，紧邻富庶的苏、杭地区……上海的贸易即使不超过广州，至少也将和广州相等”。之后，英国政府一方面决心开辟中国港口，另外一方面也决心将上海纳入英国在华的重要基地。

### 设立之初

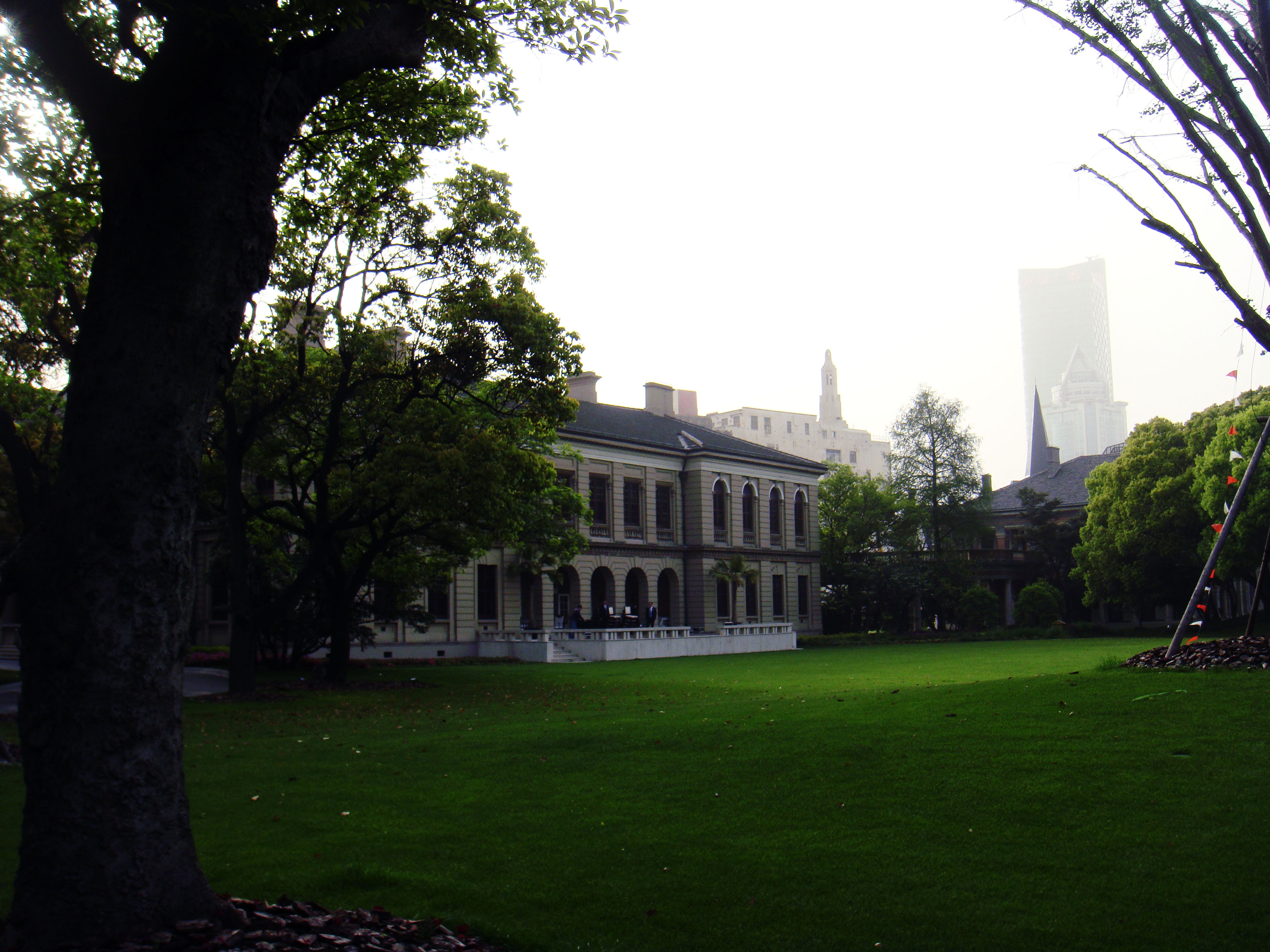
原英国驻上海总领事馆

驻沪领事设立之初，主要任务为促使上海的中英贸易发展，并发展英国在沪势力。英国首任领事巴富尔到沪的首要任务便是与上海地方长官决定开埠日期，建立领事官署。随后依据《中英五口通商附粘善后条款》，英商逐渐在上海租地居住，但相关矛盾不断，英国驻沪领事巴富尔便与上海道宫慕久开始长达两年左右的租地谈判，最终促成了租界制度的法源，即《上海土地章程》的产生。中国首个租界，上海英租界与此形成，而英国驻沪领事对于租界事务有最高权力。之后，巴富尔又通过买地方式，在苏州河口建造英国驻沪领事馆。
在上海开埠之初，随着传教士的来沪，教会与居民的矛盾日趋紧张。1848年青浦教案爆发，英国领事阿礼国作为英国方面代表与上海地方长官咸龄进行交涉。阿礼国的强势，最终迫使清政府的妥协，同时英租界借机扩张。之后，英国领事常常就日常事务与上海地方进行交涉，包括吴淞铁路路权的交涉。

### 清末内政事务的涉及

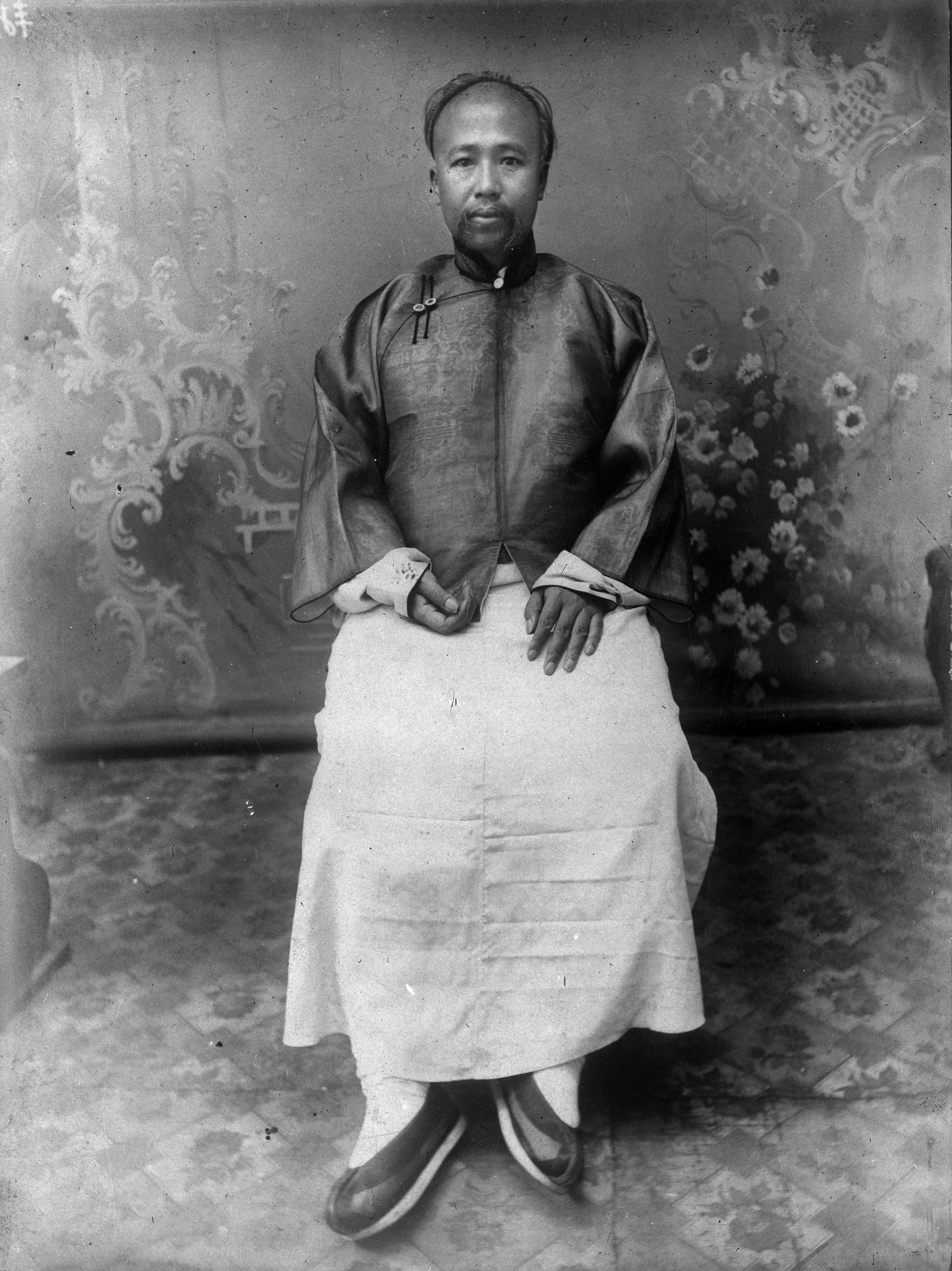
受英国驻沪总领事保护而得以逃脱的康有为

出于对于英国在华和在上海的利益，英国领事在清末一些政策事务上也有所介入，包括维新派人士和革命党人的问题上。1898年9月21日，百日维新失败，康有为遭到慈禧太后的通缉。9月23日，署理上海道的蔡钧接到密电，得悉康有为已经自京来沪，遂下令在上海港口等候缉拿。时任英国代理总领事的白利南令工部局总办设法保护。翌日，康有为抵沪，便由工部局总办接走藏于兵船。袁树勋得知后，一方面问责英国领事，一方面上船搜查，但遭到英船拒绝。随后，英国领事另派两艘兵船护送，将康有为送到香港。此后，英国总领事还涉入黄遵宪案，迫使总理衙门令上海道释放黄遵宪。在苏报案中，总领事以“租界事，当于租界治之”为由，拒绝清政府引渡章太炎、邹容等革命人士。
这一时期，英国驻沪总领事介入的另一起重要事件，便是东南互保。在义和团爆发之初，在伦敦方面的授意下，上海总领事通知两江总督刘坤一，如果刘坤一和其他督抚能够维护秩序，将受到英国帝国海军的协助。东南诸位总督就此向英国驻上海总领事表示，将保护各国在长江下游的利益。6月23日，英国总领事致函上海道台余联沅，希望各国海军途径上海北上时不要阻拦，在两江总督默认下，余联沅复函同意，并告知下辖境域。6月26日，英国驻沪总领事和其他各国驻沪领事在会审公廨内与余联沅签署《东南保护条款》和《保护上海租界城厢内外章程》。

### 民国初期
民国成立前夕，英国总领事便在驻华公使的训令下，与在沪其他五国领事向南方革命党人表达希望南北方和平解决国事问题的意见。同时也向南北方代表伍廷芳、唐绍仪发出照会，认为如果战争持续，将会对外国人在华利益和安全受到威胁，敦促南北和谈代表尽快停火并达成协议。此后，在中国政治方面，英国驻沪总领事多次代表驻华公使和驻沪领事团进行介入，包括二次革命中阻止南北军队进入租界、二次革命后禁止北洋政府进入租界搜捕国民党人。
民国成立后，在上海拆城一事中，英国领事也进行介入，因上海城墙老北门西侧有英军公墓一处，建于1870年代。而拆城筑路，势必涉及公墓的迁移，为此驻沪交涉使陈贻范亲自会见英国总领事，英国总领事法磊斯最初不置可否。但拆城工程开始后不久，英国总领事便致函陈贻范，反对迁移，态度强硬，并表示如果继续拆墓，则将派兵保护。最终在英国驻沪总领事的干涉下，中方修改筑路方案，通过置换土地，让出公墓一角，以便民国路的修筑。

### 国民政府时期
1927年，国民革命军进抵上海周边，因当初汉口租界事件，导致英国方面对国民政府的不信任。这一时期，中英在上海的摩擦不断。3月21日，英国驻沪总领事与法、日、苏三国领事共同拜访国民革命军东路前敌总指挥白崇禧。25日，白崇禧代表国民政府和国民革命军进行礼节性回访。26日，北伐军总指挥蒋中正抵沪，随后与英国总领事和其他领事团领事进行会谈，表示不以武力收复租界，并按国际法保护外侨生命、财产安全。
但由于处于孙传芳、国共合作中的中国国民党与共产党势力就上海权力争夺时期，英国领事出于保护的目的，采取一系列措施，一些措施甚至侵犯了中国的主权。为此，北伐军和驻沪交涉员均与英国总领事进行多次交涉。其中包括英军飞机侵入中国领空、英舰吴淞打靶案、英军击伤闸北保卫团团员案等，英国驻沪总领事与交涉员和国民政府外交部进行交涉。
国民政府定都南京后，加上国共关系等原因，国民政府外交政策发生一定改变，中英关系缓和并有较大发展。自英国驻华大使于1930年代常驻上海后，英国驻沪总领事主要配合大使进行工作。
一·二八淞沪抗战开始后，英国驻沪总领事旋即介入中日之间进行斡旋。1月31日，英国驻沪总领事璧約翰与美国驻沪总领事邀请上海市市长吴铁城、日本驻沪总领事和双方军事人员在英国驻沪总领事馆进行会谈。英国总领事提议日军退入租界，国民革命军退防2公里。但2月3日，此建议遭到日本政府拒绝。2月7日，总领事会同英军在沪海军司令分别会晤宋子文、吴铁城、蒋光鼐、顾维钧和重光葵。此前，英国总领事与美、法等国领事受国际联盟委托组成国联调查委员会。之后，总领事与驻华公使多次在中日间调和。
1941年12月，因日军进驻租界，英国驻沪总领事馆被日军当局勒令撤销。英国驻沪总领事一职第一次取消。1945年，英国驻沪总领事随同领事馆恢复。1949年，总领事再度被迫撤销。

### 侨务专员时期

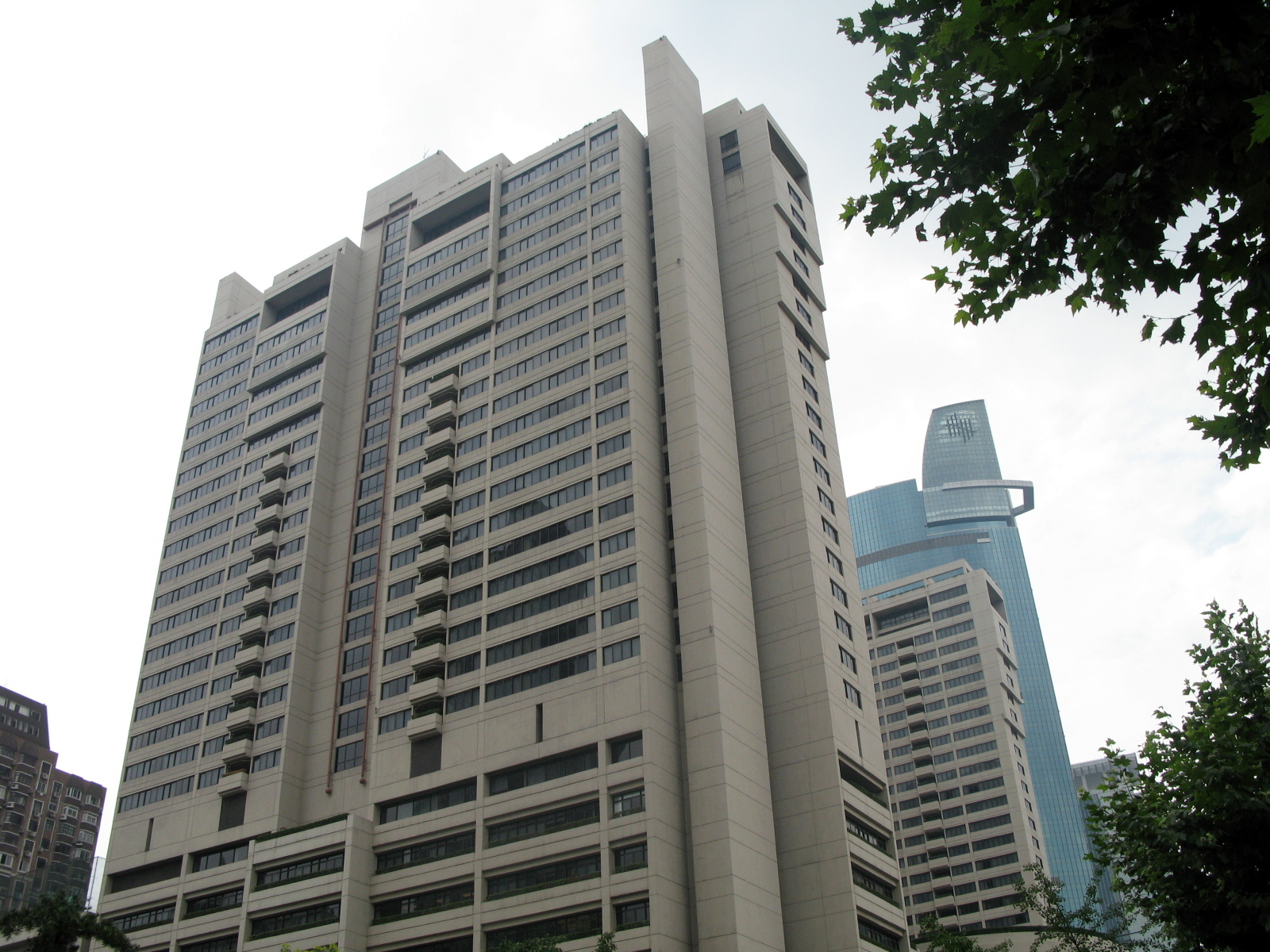
英国驻上海总领事馆

1954年，根据中英双方协议，中华人民共和国外交部同意英国驻华代办处派驻上海1名外交官负责处理侨务。9月17日，英国驻华代办处首任驻沪办理侨务人员盖尔纳抵达上海，在原总领事馆开始办公。这一时期，侨务专员主要负责为留沪英商如卜内门洋碱公司等解决劳资纠纷或经营问题，或者替其他国家政府处理上海地区的侨务事务，如1956年替美国政府解决桃花岛美军尸体事宜。但更多时候，侨务专员往往与中国政府发生摩擦，如向中国公民金原发放英国护照和救济金等事。
1967年，香港六七暴动，上海发生部分红卫兵私自闯入侨务专员办公场所进行破坏活动。5月22日，中国外交部副部长罗贵波召见驻华代办霍普森，口头宣布取消派驻上海侨务专员的安排，并要求时任侨务专员的侯卫德48小时内离沪。同日，北京发生火烧代办处事件，两日后，侯卫德一家离开上海返回北京。此后15年间，英国在上海再也没有任何代表人员。

### 1980年代以后

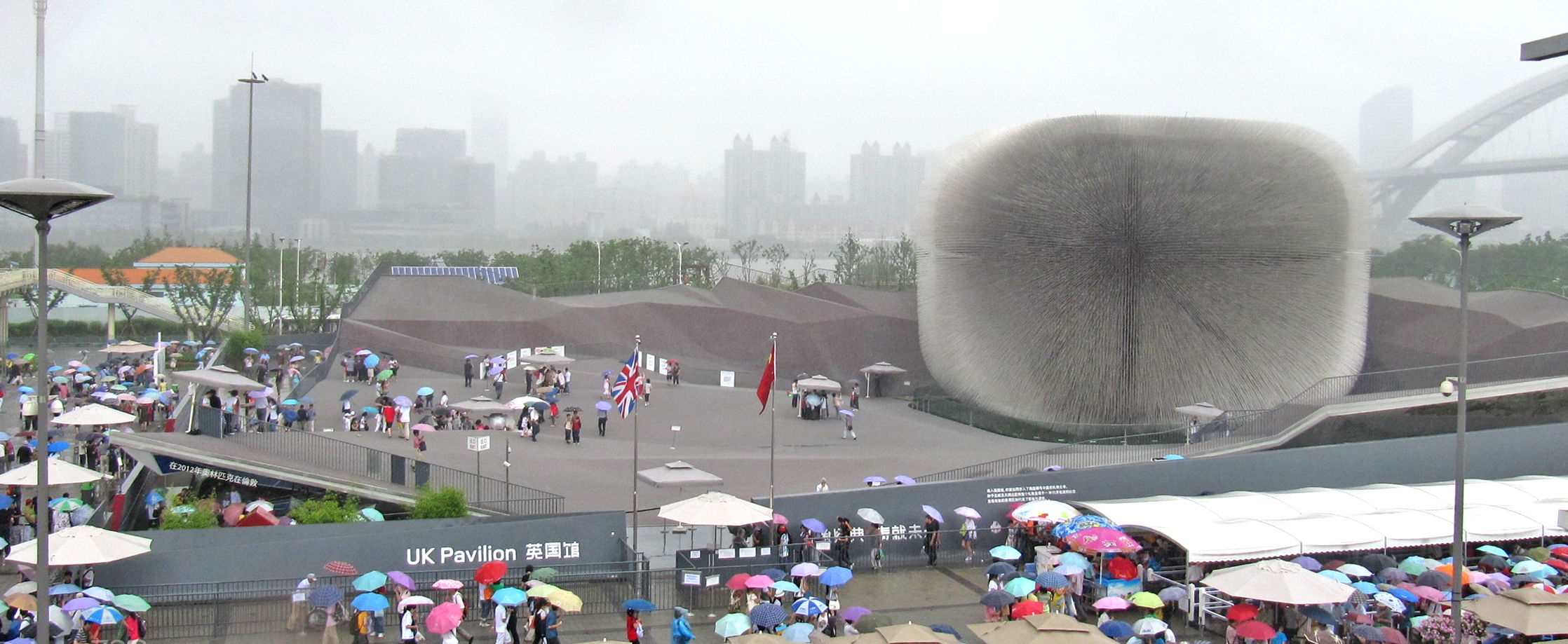
2010年上海世界博览会英国馆

1985年，英国驻上海总领事一职重设，之后总领事主要从事经济、科技和文化方面的交流与发展。英国总领事在上海地铁的建设、世界博览会的举办等多方面积极活动。同时，也邀请上海市领导访问英国。2010年，上海世界博览会举办，前任英国驻沪总领事石羽出任世博会英国馆项目总监，时任英国驻沪总领事艾琳女士也多次参与世博会和英国馆推荐活动。2011年，新任总领事戴伟绅到任后也在加强中英方面的交流，并开通了新浪微博，加强与上海地区的民间互动。

## 历任驻沪总领事

### 英国驻沪领事（1842年--1880年）
| 姓名                                   | 肖像 | 任命          | 就任                                | 離任          | 外交衔级 | 外交职务 | 备注                                                                         |
| -------------------------------------- | ---- | ------------- | ----------------------------------- | ------------- | -------- | -------- | ---------------------------------------------------------------------------- |
| 乔治·巴富尔爵士 Sir George Balfour KCB |      | 1842年12月1日 | 1843年11月8日                       | 1846年10月7日 |          | 领事     | 首位驻沪领事 与苏松太道道台宫慕久共同宣布上海开埠 选址苏州河口建造英国领事馆 |
| 阿礼国爵士 Sir Rutherford Alcock KCB   |      |               | 1846年10月7日                       | 1854年5月     |          | 领事     |                                                                              |
| 罗伯逊爵士 Sir Daniel Brooke Robertson |      |               | 1854年5月                           | 1858年12月    |          | 领事     |                                                                              |
| 巴夏礼爵士 Sir Harry Smith Parkes      |      |               | 1858年12月                          | 1865年3月     |          | 领事     |                                                                              |
| 密迪乐爵士 Thomas Taylor Meadows       |      |               | 1859年7月23日                       | 1863年4月     |          | 副领事   | 代理领事兼英国驻宁波领事                                                     |
| 夏福礼爵士 Sir Frederick E. B. Harvey  |      |               | 1863年4月                           | 1863年6月6日  |          | 副领事   | 代理领事                                                                     |
| 马安爵士 Sir John Markham              |      |               | 1863年6月6日                        | 1865年3月     |          | 副领事   | 代理领事                                                                     |
| 温思达爵士 Sir Charles A. Winchester   |      |               | 1865年3月                           | 1871年1月     |          | 领事     |                                                                              |
| 麦华陀爵士 Sir Walter Henry Medhurst   |      |               | 1868年7月代理领事 1871年1月正式任命 | 1880年3月     |          | 领事     |                                                                              |
| 达文波爵士 Sir Arthur Davenport        |      |               | 1877年1月                           | 1880年3月     |          | 副领事   | 代理领事                                                                     |

### 驻沪总领事时期
| 姓名                                      | 肖像 | 任命 | 就任                                    | 離任                               | 外交衔级 | 外交职务 | 备注                               |
| ----------------------------------------- | ---- | ---- | --------------------------------------- | ---------------------------------- | -------- | -------- | ---------------------------------- |
| 许士爵士 Sir Patrick Joseph Hughes        |      |      | 1880年3月                               | 1891年4月1日                       |          | 总领事   | 首位驻沪总领事                     |
| 韩能爵士 Sir Nicholas John Hannen         |      |      | 1891年4月1日                            | 1897年11月13日                     |          | 总领事   | 英国在华法院院长（1891－1900）     |
| 哲美逊 George Jamieson                    |      |      | 1897年11月13日                          | 1899年5月13日                      |          | 总领事   | 英国在华法院法官（1891－1897）     |
| 璧利南 Byron Brenan                       |      |      | 1899年5月13日                           | 1901年7月                          |          | 总领事   |                                    |
| 霍必澜爵士 Sir Pelham Laird Warren        |      |      | 1901年7月                               | 1911年1月                          |          | 总领事   |                                    |
| 法磊斯爵士 Sir Everard Duncan Home Fraser |      |      | 1911年7月                               | 1922年8月24日                      |          | 总领事   |                                    |
| 杰弥逊爵士 Sir James W. Jamieson          |      |      | 1919年6月23日                           | 1920年1月                          |          | 总领事   | 代理总领事                         |
| 康斯丁爵士 Sir C. F. Garstin              |      |      | 首次代理1922年3月21日 再度代理1928年6月 | 1922年8月24日 再度离任1930年2月4日 |          | 总领事   | 代理总领事                         |
| 巴尔敦爵士 Sir Sydney Barton              |      |      | 1922年8月24日                           | 1930年2月4日                       |          | 总领事   | 后转任英国驻阿比西尼亚公使         |
| 蒲纳德爵士 Sir John Thomas Pratt          |      |      | 1924年9月1日                            | 1925年5月19日                      |          | 总领事   | 代理总领事                         |
| 璧約翰爵士 Sir John Fitzgerald Brenan     |      |      | 1930年2月4日                            | 1932年8月14日                      |          | 总领事   |                                    |
| 怀特摩尔 C. E. Whitmore                   |      |      | 1932年8月14日                           | 1932年12月12日                     |          | 领事     |                                    |
| 布莱克本 A. D. Blackburn                  |      |      | 1932年12月12日                          | 1933年3月27日                      |          | 领事     |                                    |
| 戴维森爵士 Sir John W. O. Davidson        |      |      | 1933年3月27日                           | 1933年12月19日                     |          | 总领事   | 代理总领事                         |
| 璧約翰爵士 Sir John Fitzgerald Brenan     |      |      | 1933年12月19日                          | 1935年9月10日                      |          | 总领事   |                                    |
| 戴维森爵士 Sir John W. O. Davidson        |      |      | 1935年9月10日                           | 1937年9月24日                      |          | 正领事   | 1937年3月21日再度权理总领事        |
| 费理伯爵士 Sir Herbert Phillips           |      |      | 1937年9月24日                           | 1940年1月17日                      |          | 总领事   |                                    |
| 乔治爵士 Sir A. H. George                 |      |      | 1940年1月17日                           | 1941年12月8日                      |          | 总领事   | 因太平洋战争而被迫关闭离职         |
| 奥格登爵士 Sir A. G. N. Ogden             |      |      | 1945年9月7日                            | 1947年                             |          | 总领事   |                                    |
| 吉列爵士 Sir M. C. Gillett                |      |      | 1947年                                  | 1949年5月26日                      |          | 总领事   | 因中国人民解放军进驻上海，被迫关闭 |

### 英国代办处派驻上海侨务专员时期（1954--1967）
| 姓名                         | 肖像 | 任命 | 就任       | 離任      | 外交衔级 | 外交职务           | 备注 |
| ---------------------------- | ---- | ---- | ---------- | --------- | -------- | ------------------ | ---- |
| 盖尔纳爵士 Sir F. F. Garner  |      |      | 1954年9月  | 1956年7月 | 参赞     | 代办处派驻侨务专员 |      |
| 浦澜爵士 Sir A. J. S. Pullan |      |      | 1956年7月  | 1958年5月 | 参赞     | 代办处派驻侨务专员 |      |
| 赖伟德爵士 Sir J. H. Wright  |      |      | 1958年6月  | 1960年7月 | 参赞     | 代办处派驻侨务专员 |      |
| 巴特勒爵士 Sir F. C. Butler  |      |      | 1960年7月  | 1962年2月 | 参赞     | 代办处派驻侨务专员 |      |
| 司徒德 B. Stewart            |      |      | 1962年2月  | 1962年7月 | 参赞     | 代办处一等秘书     |      |
| 史本基 D. Spankie            |      |      | 1962年7月  | 1964年6月 | 参赞     | 代办处一等秘书     |      |
| 卜菲德 D. Brookfield         |      |      | 1964年6月  | 1966年7月 | 参赞     | 代办处一等秘书     |      |
| 侯卫德 P. M. Hewitt          |      |      | 1966年10月 | 1967年5月 | 参赞     | 代办处一等秘书     |      |

### 英国驻沪总领事（1985--）
| 姓名                         | 肖像 | 任命 | 就任       | 離任       | 外交衔级 | 外交职务 | 备注                                                           |
| ---------------------------- | ---- | ---- | ---------- | ---------- | -------- | -------- | -------------------------------------------------------------- |
| 孟德惠 T. E. J. Mound        |      |      | 1985年3月  | 1987年6月  |          | 总领事   |                                                                |
| 欧义恩 ORR, Iain C           |      |      | 1987年6月  | 1990年12月 |          | 总领事   |                                                                |
| 麦约翰 J. Macdonald          |      |      | 1990年12月 | 1994年     |          | 总领事   |                                                                |
| 石羽 Simon Featherstone      |      |      | 1994年     | 1996年     |          | 总领事   | 后任英国驻瑞士大使、駐马来西亚高级专员                         |
| 苏保罗 Paul Raymond Sizeland |      |      | 1999年     | 2003年7月  |          | 总领事   |                                                                |
| 毕晓普 Sue Bishop            |      |      | 2003年7月  | 2006年12月 |          | 总领事   |                                                                |
| 艾琳 Carma Elliot, OBE       |      |      | 2006年12月 | 2011年7月  |          | 总领事   | 曾任第一代英国驻重庆总领事 现任英国文化教育协会驻华公使        |
| 戴偉紳 Brian Davidson        |      |      | 2011年7月  | 2015年6月  |          | 总领事   | 后任英国驻泰国大使                                             |
| 吴侨文 John M. Edwards       |      |      | 2015年6月  | 2019年6月  |          | 总领事   | 曾任英国驻耶路撒冷总领事馆副总领事（2008-2012）                |
| 胡克定 Chris Wood            |      |      | 2019年7月  | 2023年6月  |          | 总领事   | 曾任英國在台辦事處代表（2013-2016）、駐廣州總領事（2003-2006） |
| 包迈岫 Matt Burney           |      |      | 2023年9月  | 现任       |          | 总领事   |                                                                |